# Ko Tarutao
Ko Tarutao (anche chiamata Koh Tarutao) è un'isola della Thailandia, nel mare delle Andamane. Amministrativamente appartiene alla provincia di Satun.

## Parco marino
Il parco marino, istituito nel 1976, copre un'area complessiva di 1490 km², di cui 1264 marini.
Il parco comprende 51 isole, poste al largo della costa thailandese, vicino al confine malese.